# TSMC
Taiwan Semiconductor Manufacturing Company, Limited (TSMC; на китайски: 台灣積體電路製造股份有限公司 / 台湾积体电路制造股份有限公司; пинин: táiwān jītǐ diànlù zhìzào gǔfèn yǒu xiàn gōngsī) е тайванска компания, занимаваща се с проектирането и производството на полупроводникови електронни компоненти. Основана е през 1987 г. от правителството на Китайската република и от частни инвеститори.
Седалището на TSMC се намира в Технологичния парк на г. Синчжу (Тайван). Понастоящем в компанията работят над 48 000 души по целия свят. За да обслужва и поддържа производствените си мощности, TSMC има офиси в Китай, Индия, Япония, Южна Корея, Нидерландия, САЩ и в Тайван. IPO е през 1994 г.
TSMC е разработила голям брой количество перспективни технологии, производствени процеси, средства за проектиране и стандартни архитектури.
Съгласно информацията на TrendForce от края на 2017 г., TSMC е най-големият контрактен производител (производител на комплектуващи изделия) на полупроводникови микросхеми, с пазарен дял от 55,9%. На второ място е GlobalFoundries (9,4%), а на трето – United Microelectronics Corporation (8,5%).

## Производствени мощности
Към 2020 г. компанията притежава:
- Четири „гигафабрики“ за 300-mm полупроводникови пластини (подложки), работещи в Тайван: Fab 12 (Синчжу), 14 (Тайнан), 15 (Тайчунг), 18 (Тайнан)
- Четири фабрики за 200-mm подложки в Тайван: Fab 3, 5, 8 (Синчжу), 6 (Тайнан)
- TSMC China Company Limited, 200-mm подложки: Fab 10 (Шанхай)
- TSMC Nanjing Company Limited, 300-mm подложки: Fab 16 (Нанкин)
- WaferTech L.L.C., дъщерна компания на TSMC в САЩ, 200-mm подложки: Fab 11 (Камас, Вашингтон)
- SSMC (Systems on Silicon Manufacturing Co.), джойнт венчър с NXP Semiconductors в Сингапур, 200-mm подложки
- Една фабрика за 150-mm подложки в Тайван: Fab 2 (Синчжу)

TSMC притежава компанията WaferTech (САЩ), а също части в съвместното предприятие SSMC (Сингапур). На компанията WaferTech принадлежи завод в Камас, Вашингтон (200 mm), а на компанията SSMC принадлежи завод в Сингапур (200 mm).
Докато мощностите на TSMC към края на 2010 г. ѝ позволяват да произвежда всеки месец по 240 хил. 300-mm пластини., то към 2020 г. глобалния годишен капацитет на компанията достига около 13 милиона подложки, еквивалентни на 300 mm.
Днес TSMC владее технологиите за производство на интегрални схеми с нормите 90, 65, 45, 40, 28, 20, 16/12, 10, 7, 5 nm. Пробното внедряване на 4-nm технологични процеси е овладяно през второто тримесечие на 2019 г. по технологията на ултравиолетова литография.
На 25 август 2020 г. компанията започва серийно производство на полупроводникова продукция по нормите 5 nm, и процентът на годна продукция се увеличава по-бързо, отколкото в предишното поколение на технологичния процес.
Компанията също предлага предварителна версия на последния член от семейството на 5-нанометровите технологични процеси – N4. Процесът N4 ще осигури подобрение на показателите за производителност, енергопотребление и плътност. Рисковото производство с използване на процеса N4 ще започне през четвъртото тримесечие на 2021 г., а серийното производство – в 2022 г.
В съответствие с графика върви разработката на технологичния процес от следващото поколение – N3. Той ще осигури приръст на производителността до 15%, намаление на потребяваната мощност до 30% и увеличение плътността на логиката до 70% в сравнение с N5.
Големи клиенти на компанията са HiSilicon, MediaTek, Huawei, Realtek, AMD, NVIDIA, Qualcomm, ARM Holdings, Altera, Xilinx, Apple, Broadcom, Conexant, Marvell, Intel (безжична комуникация, чипсети, някои модели микропроцесори Intel Atom). Сред руските клиенти на компанията е Baikal Electronics (дъщерна компания на T-Platforms).